# ボーイの季節
「ボーイの季節」（ボーイのきせつ）は、1985年5月9日にCBS・ソニーからリリースされた松田聖子の21枚目のシングル。
規格品番：07SH 1640（EP盤）。特製レーベル、スリーブで販売された。

## 概要
「ボーイの季節」は東宝劇場用アニメ『ペンギンズ・メモリー 幸福物語』の主題歌。映画のキャラクターのペンギンがディスクジャケット右上に登場している。作詞・作曲は前作「天使のウィンク」に続き尾崎亜美。尾崎は翌1986年にアルバム『POINTS-2』にてセルフカバーした。
B面曲「Caribbean Wind」は松田が神田正輝と結婚するきっかけとなった、自身4作目の主演映画『カリブ・愛のシンフォニー』の主題歌。6月24日に結婚、2人の名前と"世紀"を掛けて「聖輝の結婚」とも呼ばれていた。同曲は6日先に発売された『カリブ・愛のシンフォニー CARIBE, Sinfonia de Amor オリジナル・サウンドトラック』（1985年5月3日）収録の音源とは別ミックスとなっている。

## 発売までの経緯
当初、吉田拓郎作曲の「幸福なんてほしくないわ」（作詞：松本隆）がシングル・リリース予定だったが、お蔵入りになったことをプロデューサーの若松宗雄が認めている。若松は理由については明言していないが、神田正輝との婚約が重なり、時期的にふさわしくないことが原因だとする見方がある（曲中、主人公が不要としていた「幸福」とは、いずれもネガティブな形容詞がつけられたもの）。「幸福なんてほしくないわ」は後にサンミュージックの後輩である酒井法子がシングル曲としてリリースしている。松田が歌ったバージョンは、大阪ガスのCMソングとしてわずかに聴くことができた。
お蔵入りとなった前述の楽曲に代わり、デビュー曲の「裸足の季節」に対応する「ボーイの季節」というタイトルで新たに用意されたのが本曲である。抽象的な歌詞から色々な捉え方ができる曲であり、レコーディングに立ち会った尾崎に対して松田が歌詞の説明を求める場面があった。内容を理解した松田は少し涙ぐんでしまい、発声に問題が出ることを憂慮されたが、その後は素晴らしい歌唱をしてくれたと尾崎が語っている。
先述の結婚を機に歌手活動を休止したため、当時本曲をテレビで披露する機会は非常に少なかった。TBSテレビ『ザ・ベストテン』、フジテレビ『夜のヒットスタジオ』、日本テレビ『ザ・トップテン』などの生放送歌謡番組では本曲は一度も歌唱しなかったが、TBSテレビで同年4月20日生放送の『8時だョ!全員集合』や、同局内で放送された『松田聖子婚約特別番組』で披露（ただし『ザ・ベストテン』では全員集合での歌唱VTR映像を放送した）。

### 再発売
2004年には紙ジャケット仕様の完全生産限定盤12cmCDとして再びリリースされている。
2010年発売の「松田聖子オリジナル・サウンドトラック集 1981〜1985」にて、テレビCMでしか聞く事ができなかった「ボーイの季節」の英語歌詞バージョンが収録されている。

## 収録曲
全編曲：大村雅朗
1. ボーイの季節（4:35）
作詞・作曲：尾崎亜美
2. Caribbean Wind（4:06）
作詞：松本隆／作曲：大村雅朗

## 関連作品
- ボーイの季節
  - The 9th Wave
  - ペンギンズ・メモリー 幸福物語
  - Seiko Box
  - Seiko Monument
  - Bible
  - Complete Bible
  - Seaside 〜Summer Tales〜
  - SEIKO SUITE
  - Best of Best 27
  - Premium Diamond Bible
  - Diamond Bible
  - SEIKO STORY〜80's HITS COLLECTION〜
  - Seiko Matsuda Hit Collection Vol.2
  - Seiko Matsuda Sweet Days
  - SEIKO MEMORIES 〜Masaaki Omura Works〜
- Caribbean Wind
  - Complete Bible
  - Touch Me, Seiko II
  - Seiko Matsuda Sweet Days
  - SEIKO MEMORIES 〜Masaaki Omura Works〜